# Afrika Islam
Charles Andre Glenn (n. 1967, New York City, New York, SUA), cunoscut cu numele de scenă Afrika Islam, este un DJ și producător american din New York. A fost unul dintre pionierii hip-hop-ului.